# Октябрьская площадь (Астрахань)
Октя́брьская площадь — одна из главных площадей Астрахани, находится у западной и северо-западной стен Астраханского кремля около Адмиралтейской и Никольской улиц и улицы Тургенева. Стоит на границе исторических районов Коса и Белый город.

## История

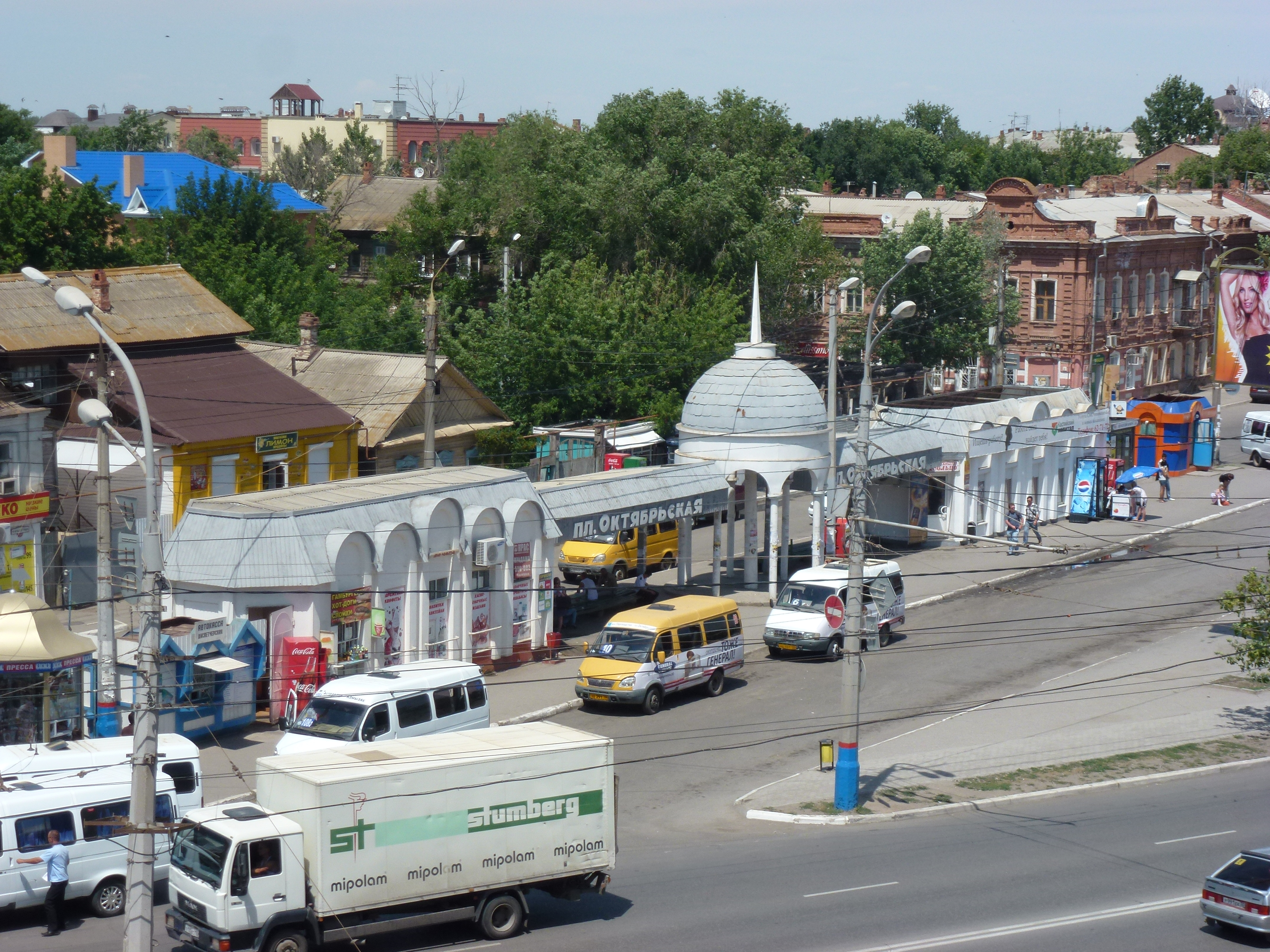
Остановка Октябрьская площадь на улице Фиолетова

Согласно документам, площадь была основана в 1811 году, когда на Косе была «начата строением новая важня» (то есть весы). Это были вторые весы города (после важни на Плац-Парадной площади), их устройство было продиктовано увеличением притока товаров.
Большие коромысловые весы находились в павильоне с шатровой крышей на каменных опорах, которую закрывал навес. Весы перестали эксплуатироваться после появления на волжских пристанях более точных большегрузных весов.
В 1860-х годах площадь стали называть Конной, так как на ней торговали лошадьми. После наводнения 1867 года на площадь с берега волги временно переместился рынок Малые Исады. Рядом с павильоном весов появился ещё один, накрытый деревянным навесом — биржа подёнщиков (работников на один день). Там же размещался эшафот, на котором казнили преступников.
В конце XIX века Весовая площадь стала центром трамвайного движения. Там построили депо и электроподстанцию. С площади брали начало все трамвайные маршруты города. После этого её стали назвать площадью Трамвайного кольца или просто Кольцом.
В 1930-х годах производилась реконструкция площади. Трамвайное депо было демонтировано и перемещено в Закутумье. Был сделан новый разворотный круг, внутри которого выстроили гранёный павильон, а территорию озеленили.
После окончания Великой Отечественной войны на северо-восточной стороне площади (на месте нынешнего БЦ «Кристалл») была установлена городская киноафиша. На восточной стороне размещалась областная доска почёта. В центре площади, в окружении цветников, был установлен памятник И. В. Сталину (демонтирован в конце 1950-х). 
В конце 1950-х годов началась масштабная реконструкция площади про проекту, разработанному главным архитектором «Облпроекта» Б. И. Нестеровым. Была расширена и продлена в обе стороны улица Желябова (ныне Адмиралтейская). В связи с этим был снесён ряд старых домов. Под кремлёвской стеной был разбит сквер, где в 1973 году установили памятник И. Н. Ульянову. В том же году площадь получила нынешнее название — Октябрьская.